# XF-88戰鬥機
XF-88戰鬥機是美國空軍基於二次世界大戰期間為轟炸機護航的經驗下，期望以噴射動力設計一架戰鬥機在航程上能夠媲美過去二戰時期擔任護航的前輩。官方給予這架原型機的正式名稱是巫毒（Voodoo），同樣的名字延續使用在以XF-88為基礎放大的F-101戰鬥機上。

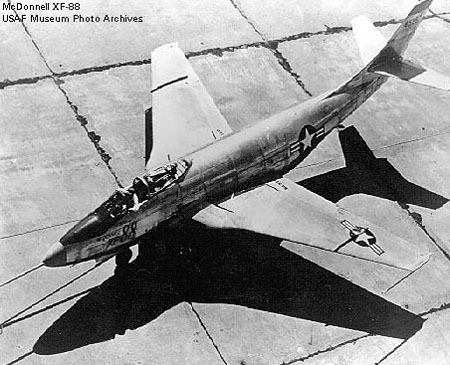
第一架XF-88原型機。圖片來自美國空軍博物館（National Museum of the United States Air Force）

## 歷史
1946年初，尚未獨立成美國空軍的美國陸軍航空軍在貝爾公司XP-83戰鬥機與康維爾公司XP-81兩個設計案之敗之後，提出另外一個穿透戰鬥機設計需求。這架飛機至少需要1440公里（900英里）的作戰半徑，同時能夠與當時其他戰鬥機有相似的性能，除此之外，飛機的空重希望控制在6810公斤（15000磅）以下。
麥克唐納公司於當年4月1日提出他們的設計案，預備以兩具西屋公司推力1362公斤（3000磅）J34渦輪發動機作為動力來源，這兩具發動機將裝置在翼根處，但是稍後發現這種設計有不少問題，於是將發動機移動到後機身，以並排的方式安裝，翼根處改為進氣道。整個設計的著眼點是希望獲得最大的機身內部空間作為燃料箱。
美國陸軍航空軍經過審核之後，於1946年6月正式提出兩架XP-88原型機生產合約。原尺寸模型於當年8月完成，在通過軍方的檢視之後作了一些修改，包括進氣口從垂直改為40度後掠，添加邊界層排放板以提高壓力回復。風洞測試結果顯示V型尾翼無法在接近失速狀態下提供足夠的穩定能力，同時作為方向舵時會產生劇烈的滾轉力矩。設計小組於是修改為T型尾翼，水平安定面位於靠近垂直安定面頂端的部分。1947年2月軍方對修改過後的性能表示滿意，原型機生產計畫正式展開。
1948年6月美國空軍正式將XP-88改為XF-88，同年10月20日第一架原型機在Muroc乾湖進行第一次試飛。在整個試飛期間，XF-88出現許多小問題，包括起飛時因為氣流在S型進氣道內發生不順現象引起推力下降，滾轉率過低，空氣減速面打開時機身會出現劇烈抖動等等，當這些問題逐一解決之後，最大的問題方才浮上檯面。
測試時最大平飛速度比當時服役中的F-86戰鬥機要低，XF-88需要花費將進6分鐘才能到達9090公尺（30000英尺）高度，設計於預估戰鬥重量大約為7491公斤（16500磅），實際上會高達9080公斤（20000磅）以上，最重要的作戰半徑也不到原先預估的水準。為了改善航程的問題，機身內加裝一具734美製加崙的油箱，加上兩具350加崙翼端油箱，可是風洞測試顯示翼端油箱會引發嚴重的失速問題。
第二架原型機編號改為XF-88A，發動機更換成具有後燃器的XJ-34-WE-15。這個額外的後燃器是由麥克唐納公司自己設計，長度只有76.2公分（30英吋），重量99公斤（218磅），輸出推力由原先1634.4公斤（3600磅）提升至2191公斤（4825磅）。新增加的推力讓XF-88A海平面最大飛行速度接近1120公里／時（700英里／時），爬升到9090公尺（30000英尺）只要4分鐘，起飛距離降低20%。
美國空軍除了XF-88A之外，同時競爭穿透戰鬥機計畫的候選人還有洛克西德公司的XF-90戰鬥機與北美人航空公司XF-93戰鬥機。經過試飛比較之後，美國空軍於1948年6月宣布XF-93獲勝，並且於同年12月通知麥克唐納停止所以設計研發工作，不過兩架原型機的試飛計畫依舊進行。
眼看XF-88A的命運就要結束之際，1949年2月，F-93A的生產合約突然被取消，主要的原因在於二戰結束之後國防經費大幅刪減，空軍決定優先撥款給攔截機與戰略轟炸機。穿透戰鬥機計畫的三位候選人繼續進行試飛比較的工作。
1950年8月，評估會議發表XF-88A為最終獲選者，只不過此時韓戰已經爆發，採購經費必須優先交給已經使用在戰場上的機種，此外，新一代噴射轟炸機的速度讓護航的需求不再那麼重要。因此最後沒有一架穿透戰鬥機設計案進入生產階段。

### XF-88B的試驗插曲

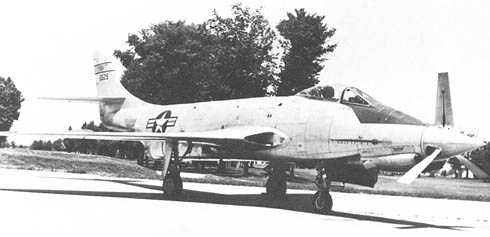
XF-88B試驗機，可見機首的三葉螺旋槳。圖片來自NASA

在空軍物資司令部的要求下，麥克唐納公司將第一架原型機改為XF-88B作為螺旋槳與噴射複合動力推進試驗機。改裝的項目主要是在機鼻加裝一具艾利森公司XT-38-A-5渦輪軸發動機推動三葉螺旋槳，兩具噴射發動機改為有後燃器的XJ-34-WE-15，機翼內加裝油箱，但是減少機身內的燃料容量，騰出空間安裝飛行試驗必要的儀器。
這種複合動力設計在進入噴射時代初期相當常見，主要的著眼點在於螺旋槳動力與燃料消耗的經濟性，以及利用噴射動力兼顧高速飛行的需求。1950年代的噴射發動機的平均耗油量偏高，直接影響飛機滯空時間，採用複合動力就是希望以兩者的優點提升飛機的性能表現。不過複合動使用在中小型軍用飛機上都停留在試驗評估階段，只有少數大型飛機，像是B-36和平締造者轟炸機採用螺旋槳與噴射複合動力。
由於XF-88A在1950年6月發生意外，必須以這架飛機替代，使得改裝的工作拖延到1952年初才宣告完畢。第一次試飛於1953年4月進行，並且持續到1956年，其中受損的XF-88A還被送到試驗中心，成為XF-88B的備用零件貢獻者。

## 設計特點
XF-88為全金屬半硬殼結構設計，機翼為中單翼，進氣口位於兩側翼根處，進氣道通過機身兩側之後呈S型彎曲與發動機連接，也就是所謂的S型進氣道。發動機排氣管位於機翼翼後緣後方，垂直安定面前方的位置。

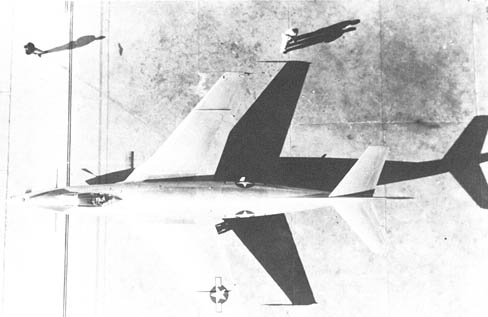
XF-88B試驗機的另外一個角度，可與第一張照片比較。圖片來自NASA

機翼採用純後掠翼設計，由翼根漸縮至翼端，原型機設計階段曾經計畫在翼端安裝副油箱。垂直安定面位於機尾，遠離發動機排氣管的位置，有後掠角的水平安定面則位於靠近垂直安定面根部，但是高於機翼的位置，以避開機翼的氣流產生的影響。
起落架為前三點設計，XF-88B由於鼻端的渦輪軸發動機的關係，鼻輪由機身中線移往右側。
XF-88設計階段並未考慮固定武裝的設置以及機翼下的掛架點，同時也不具空中加油能力。